# Championnats d'Europe de kayak-polo 2003
Navigation
Édition précédente Édition suivante
Les 5es championnats d'Europe de kayak-polo de 2003 se sont déroulés du 13 au 17 août à Kilcock, en Irlande.

## Résultats

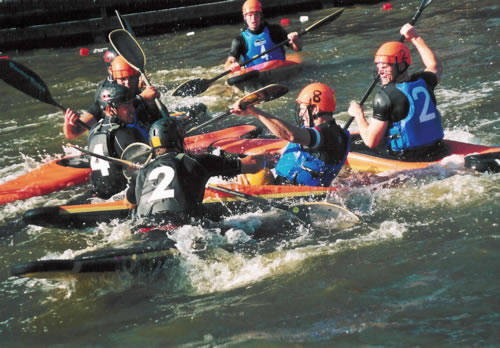
Les Pays-Bas contre l'Allemagne

| Catégorie      | Médaille d'or | Médaille d'argent | Médaille de bronze |
| -------------- | ------------- | ----------------- | ------------------ |
| Séniors Hommes | Pays-Bas      | Allemagne         | Grande-Bretagne    |
| Séniors Dames  | Allemagne     | France            | Grande-Bretagne    |
| Espoirs Hommes | Allemagne     | Pays-Bas          | Espagne            |